# سفر ناتی گن
سفر ناتی گن (انگلیسی: The Journey of Natty Gann) فیلمی آمریکایی به کارگردانی جرمی کاگان و محصول سال ۱۹۸۶ میلادی است.